# 摩訶劫賓那
摩訶劫賓那，又稱劫賓那。因佛同房共宿而得道，或因父母祈求房宿星後而生，故又名房宿；因懂天文，在佛弟子中又稱為「知星宿第一」。

## 姓名及出身
劫宾那出生于靠近喜马拉雅山脉的印度边陲小国的Kukkata城，爲金地國劫賓寧王之太子。

## 淵源
劫宾那慕仰佛陀，欲前往佛的住處，在一日夜晚逢大雨時，與前來求宿的一位老比丘（後來得知為佛陀）同一室，由佛陀說法而開悟，後證阿羅漢果。